# 金宝堂
株式会社金宝堂（きんぽうどう）は、東京都渋谷区と千葉県野田市に本社を置く企業。

## 沿革
- 1971年1月 - 千葉県にて仲村仏具店として創業。仏壇・仏具の販売を開始[3]。
- 1981年1月 - 仲村仏具店を法人化。株式会社金宝堂を設立[3]。
- 1987年7月 - 本社を千葉県野田市へ移動[3]。
- 2004年3月 - 仏壇店兼葬儀式場を新規オープン[3]。
- 2005年5月 - インターネット事業部を設立[3]。
- 2007年8月 - SGI仏壇のインターネット販売を開始[3]。
- 2008年9月 - メモリアル仏壇のインターネット販売を開始[3]。
- 2010年3月 - 仏壇・仏具のカタログショッピングを開始。
- 2012年1月 - SGI仏壇1店舗目、SGI仏壇信濃町店オープン[3]。
- 2012年10月 - メモリアル仏壇1店舗目、メモリアル仏壇松戸店オープン[3]。
- 2016年4月 - 墓石のインターネットカタログ販売開始。
- 2016年10月 - 家族葬式場小さな森の家1会館目、小さな森の家野田山崎オープン[3]。
- 2020年6月 - 東京本社設立。
- 2022年6月 - 激安仏壇店1店舗目、激安仏壇店神奈川川崎店オープン。
- 2024年4月 - 道玄坂通へ東京本社移転。

## 事業内容
総合葬祭業
千葉・茨城・埼玉県に103式場ある、家族葬式場小さな森の家を運営。
グループ全体では、全国で216式場を運営。
仏壇・仏壇の販売・製造・卸
全国40店舗とインターネット販売にて、メモリアル仏壇を運営。
全国31店舗とインターネット販売にて、SGI仏壇を運営。
石材・霊園・墓石の販売
墓石の販売と霊園紹介を行う、メモリアルお墓の運営。

## 関連会社
- 株式会社悠華朋華
- 株式会社太志
- 株式会社うかい仏具店
- 株式会社カナクラ小売事業部
- 株式会社仙和
- 株式会社長坂式典センター
- 株式会社トワーズ
- 株式会社ディアネス
- 株式会社メモリーハウス
- 株式会社あおばメモリアル